# 도라에몽 노비타의 태엽도시 모험기
《극장판 도라에몽: 진구의 태엽도시 모험기》(映画ドラえもん のび太のねじ巻き都市冒険記)은 일본에서 1997년 3월 8일에 개봉했다. 한국에서는 2017년 5월에 방영했다.(애니원, 챔프)

## 줄거리
태엽을 가져다 대면 사람처럼 생명을 가지게 되는 태엽을 가지고 아무도 안사는 곳에서 인형마을을 만드는 진구와 친구들. 하지만 전과 100범인 탈옥범 쿠마토라 오니고로가 그곳에 가면서 자기를 도라에몽의 기구를 가지고 복제하여 그곳 인형들을 파괴하고 있는 이야기. 도라에몽 일행은 쿠마토라가 있는 줄도 모르고 번개의 충격으로 생겨난 피브와 함께 마을을 만들게 된다.

## 등장인물
- 도라에몽
- 노진구
- 신이슬
- 만퉁퉁
- 왕비실
- 피브
- 푸비
- 아인모타인
- 쿠마토라 오니고로

## 목소리 출연
- 도라에몽 : 오오야마 노부요
- 노비 노비타(노비타) : 오오하라 요리코
- 미나모토 시즈카(시즈카) : 노무라 미치코
- 고다 타케시(자이안) : 타테카베 카즈야
- 호네카와 스네오(스네오) : 키모츠키 카네타

## 주제가
오프닝도라에몽의 노래(ドラえもんのうた)
노래 : 야마노 사토코
엔딩
노래 :